# Bellerose (acteur)
Pour les articles homonymes, voir Messier et Bellerose.
Pierre Le Messier, dit Bellerose, est un acteur français né à Beauvais en 1592 et mort à Conflans-Sainte-Honorine le 16 janvier 1670, inhumé dans l'église Saint-Maclou de Conflans.

## Biographie
Bellerose débute en 1609 en tant qu'apprenti dans la troupe de Valleran Le Conte, puis dirige lui-même une troupe à Marseille et à Toulouse. Il se produit à Paris dès 1622 et, en 1629, il entre à l'Hôtel de Bourgogne dans la troupe de Gros-Guillaume, qu'il seconde avant de lui succéder de 1635 à 1647. 
Le 9 février 1630 à Paris, paroisse Saint-Sauveur, il épouse Nicole Gassot (Mademoiselle Bellerose). Il réside à Conflans-Sainte-Honorine où il fait venir son beau-frère le comédien Du Croisy. Il intègre dans sa troupe les comédiens réputés des troupes concurrentes, dont Jodelet et son frère L'Espy, de Villiers et son épouse (la créatrice du rôle de Chimène du Cid), et en 1647, Floridor, qui apporte le répertoire de Corneille et auquel Bellerose cède la direction de la troupe.
Il reprend les rôles titre de Cinna et du Menteur de Pierre Corneille, d'Horace et de Polyeucte (rôles créés au théâtre du Marais par Floridor).